# Shidoin
Shidōin (指導員) är liksom shihan (師範) en japansk instruktörstitel, som ofta används inom budō. Shihan betyder mästare, eller förebild - någon att ta efter. Olika budōarter och -organisationer använder den titeln på olika sätt. I allmänhet är dock shihan en hög titel, som det tar många år att uppnå. Shidōin och fukushidoin kommer efter huvudtränaren i fallande rang. Dessa har dock ett vida större yrkesområde i Japan än shihan.
Ibland förknippas titlarna med särskilda befogenheter, enligt det japanska shō-gō-systemet

## Exempel på organisationsspecifik praxis
Shidōin är liksom fukushidoin och shihan instruktörstitlar, som används inom Aikikai. De är införda av Stiftelsen Aikikai och Hombu dojo, som också har bestämt hur de ska användas.
Titlarna är svåra att översätta exakt, men de betyder på ett ungefär 'instruktör', 'assisterande instruktör' och 'avancerad instruktör' respektive. Naturligtvis kan en fukushidoin instruera själv, inte blott som en assistent - det är endast ett japanskt perspektiv som termen speglar. I Japan är det ovanligt med instruktörer som är under 4 dan. Shihantiteln är den som är svårast att översätta - de ingående skrivtecknen pekar på expertis och på att vara ett föredöme.
Man ska vara minst 2 dan för att kunna utnämnas till fukushidoin, 4 dan för shidoin och 6 dan för shihan. I de två första fallen sköts utnämningen av den svenska graderingskommittén, men shihan kan endast utnämnas av Hombu dojo.
Den första gången som västerländska aikidoutövare officiellt utnämndes till shihan var vid kagami biraki 2002, då följande sju personer utnämndes: Frank Doran (USA), Robert Nadeau (USA), William Witt (USA), Christian Tissier (Frankrike), Paul Lee (Taiwan), Kenneth Cottier (England) och Jan Hermansson (Sverige).
Titlarnas praktiska betydelse kan variera mellan olika länder, eftersom de lokala aikidoorganisationerna avgör vilka rättigheter och skyldigheter de vill koppla till titlarna. Traditionellt har den som blivit shihan haft rätt att dangradera, men det är numera hårdare reglerat av Hombu dojo, så det är inte alls givet - framför allt inte utanför den organisation en shihan hör hemma i.
I svensk aikido har en fukushidoin rätt att utfärda samtliga kyugrader - på de klubbar som medger det. För att kunna komma i fråga som examinator i en dangradering måste man vara shidoin, likaså för att kunna utses till ledamot i graderingskommittén.
I Sverige finns idag (mars 2010) 137 fukushidoin, 56 shidoin och fyra shihan. Shihan innehas av Jan Hermansson, utnämnd 2002, Ulf Evenås, utnämnd 2007, Urban Aldenklint och Stefan Stenudd, båda utnämnda 2010.